# Nordfyenske Jernbane
Nordfyenske Jernbane (NFJ) – eller Bogensebanen – var en dansk privatbane mellem Odense og Bogense via Otterup 1882-1966.

## Historie
Banen havde hjemmel i Lov af 18. marts 1881. Koncession blev givet med den betingelse, at banen skulle være etableret inden 1. juli 1883. Koncessionen blev udstedt til et midlertidigt udvalg, som efter cirka 3 måneder overdrog den til Det Nordfynske Jernbaneselskab.
De fleste stationer havde rejsestald, hvor folk fra oplandet kunne henstille deres vogne og heste. Indtil udgangen af 1889 havde de 5 stationer Beldringe, Otterup, Kappendrup, Skamby og Jullerup også bevilling til krohold.
Banen havde oprindeligt hovedkontor i Odense, men det flyttede til Bogense i 1910, da N.P. Thage blev driftsbestyrer. I 1962 flyttede hovedkontoret tilbage til Odense, da NFJ gik i driftsfællesskab med Nordvestfyenske Jernbane og Odense-Kerteminde-Martofte Jernbane.
Under Besættelsen fik tyskerne i 1943 anlagt et 2,5 km langt sidespor fra Lumby trinbræt til Flyvestation Beldringe. Flyvestationen stillede store krav til transport af materialer og bevirkede, at NFJ var den danske privatbane, der blev ramt af flest sabotager (191). Efter krigen blev sporet taget op, og de ret svære skinner på 33,4 kg/m blev brugt til udskiftning af sporet mellem Snapind og Søhus. Sporet var også meget slidt helt til Beldringe, men da Kolding Sydbaner blev nedlagt i 1948, skaffede man herfra 20 km spor med 22,45 kg/m, og det rakte så man kunne udskifte skinnerne helt til Uggerslev.
I 1956-57 blev der i km 3,6 mellem Snapind og Næsby anlagt et 1 km langt sidespor mod øst til Haustrups Fabrikker, der fremstillede blikvarer, bl.a. konservesdåser. Der kunne være op til 20 godsvogne om dagen, så fabrikkerne blev en endnu vigtigere kunde end sukkerroeavlerne havde været. Efter nedlæggelsen af banen blev sporet i 1972 forlænget, så det fik forbindelse med Odense havnebane i stedet.

## Strækningsdata
- Åbnet 30. juni 1882
- Længde: 38,1 km
- Sporvidde: 1.435 mm
- Skinnevægt: 17 kg/m, fra 1945 33,4 kg/m Snapind-Søhus, fra 1948 22,45 kg/m Søhus-Uggerslev
- Maks. hastighed: 70 km/t
- Nedlagt 1. april 1966

## Standsningssteder
- Odense Banegård i km 0,0 – forbindelse med Den fynske hovedbane, Svendborgbanen, Odense-Kerteminde-Martofte Jernbane, Odense-Nørre Broby-Faaborg Jernbane og Odense-Brenderup-Middelfart.
- Snapind billetsalgssted i km 2,6 fra 1915 med en lille murstensbygning, der blev revet ned i 1969.
- Næsby billetsalgssted i km 4,2 fra 1885. Holdeplads 1886, læssespor anlagt 1912, station 1916 med stationsbygning, men ikke rejsestald. Nedrykket til trinbræt med automatiske halvbomme 1964.
- Søhus billetsalgssted i km 6,1. Holdeplads med læssespor 1890, station 1922 med stationsbygning, men ikke rejsestald.
- Lumby trinbræt i km 8,2 med træskur og grusperron. Læssespor med stikspor 1917.
- Beldringe station i km 10,3 med krydsningsspor og midterperron samt privat varehus.
- Lunde station i km 13,4 med svinefold og stikspor fra læssesporet til privat varehus for Lunde Korn- og Foderstofforretning. Blev kaldt Lunde Fyn for at undgå forveksling med Lunde J på Varde-Nørre Nebel Jernbane.
- Otterup station i km 16,4 med krydsningsspor og midterperron, 2 lange læssespor, galgekran, brovægt, stikspor til enderampe, svinefold, dræsinehus, private varehuse og roebane til Nislevgård.
- Brandsby trinbræt i km 18,8 fra 1923 med træskur og grusperron.
- Kappendrup station i km 20,3 med vandtårn og vandkran, krydsningsspor og midterperron, langt læssespor med privat varehus samt stikspor til Fyns Andels Foderstofkompagnis varehus.
- Uggerslev billetsalgssted i km 22,8 fra oktober 1982. Holdeplads med læssespor 1883, station 1922 med stationsbygning og rejsestald.
- Skamby station i km 24,7 med 2 stikspor til private varehuse, det ene tilhørende Fyns Andels Foderstofkompagni.
- Rostrup trinbræt i km 26,1 ved et ladespor, anlagt i 1925 til roetransport.
- Jullerup station i km 29,1 med privat varehus og stikspor fra læssesporet med galgekran.
- Guldbjerg holdeplads med sidespor i km 33,1. Station 1922 med stationsbygning og rejsestald. I km 31,4 blev Ejlby ladespor i 1924 anlagt til roetransport.
- Harritslev trinbræt fra 1929 i km 36,0 med grusperron og et træskur ca. 100 m derfra.
- Bogense station i km 38,1 med to perroner, mange spor, stikspor til enderampe, sidespor til slagteriet, drejeskive, kulgård, vandkran, remiser, værksteder, dræsinehus og havnebane langs nordkajen – forbindelse med Brenderupbanen.

### Bevarede stationsbygninger
Stationsbygningerne blev tegnet af N.P.C. Holsøe. I Næsby og Otterup er de revet ned.
- Næsby: Banevænget 1A
- Søhus: Søhusvej 17
- Beldringe: Lufthavnsvej 70
- Lunde: Lunde Bygade 153
- Kappendrup: Kappendrup 45A
- Uggerslev: Stationsvej 25
- Skamby: Stationsvej 2
- Jullerup: Jullerupvej 45
- Guldbjerg: Ejlbyvej 4
- Bogense: Vestergade 16

## Strækninger hvor banetracéet er bevaret
10 km af banens tracé er bevaret og tilgængeligt – inkl. roebanen i Otterup, der er bevaret som Kærlighedsstien. 4 km af tracéet er blevet til Søhusstien mellem Odense centrum og Søhus.
- Søhusstien langs Skjoldborgsvej
- Markvej mellem Beldringe og Lunde
- Mellem Rødevej og Åkandevej i Otterup
- Mellem Gartnervænget og Banepladsen i Otterup
- Mellem Uggerslevvej og Svinget i Uggerslev
- Nordvest for Kristianslundvej i Bogense
- Kærlighedsstien på roebanens tracé i Otterup